# أوليف سان لوي أندرسون
أوليف سان لوي أندرسون (بالإنجليزية: Olive San Louie Anderson)‏ (30 سبتمبر 1852 - 1886)؛ روائية أمريكية. درست في جامعة ميشيغان.